# عين آيت ياسين (أفركات)
عين آيت ياسين هي إحدى مشيخات المملكة المغربية، تتبع جغرافيا لإقليم كلميم وإداريًا لأفركات. يقدر عدد سكانها بـ 442 نسمة حسب الإحصاء الرسمي للسكان والسكنى لسنة 2004.